# Monarchia federale
Una monarchia federale è una federazione di Stati con un singolo monarca in qualità di capo di Stato dell'intera federazione, ma in cui sono presenti altri sovrani a capo di circoscrizioni sub-statali, che formano unitamente la Monarchia.

## Origine del termine
Il termine fu coniato nel 1863 dal politico e storico Edward Augustus Freeman, nella sua Storia del governo federale. Freeman era convinto che una monarchia federale fosse possibile solo in teoria.

## Monarchie federali

### Nel passato
Un esempio storicamente importante di monarchia federale è l'Impero tedesco (1871-1918). Il capo di Stato della federazione era un monarca, l'Imperatore tedesco, che era anche il sovrano dello Stato federato più esteso, il Regno di Prussia, mentre gli altri Stati costituenti, come il Regno di Baviera, di Sassonia o del Württemberg o ancora come il Granducato del Baden, mantenevano i propri sovrani e i propri eserciti. Oltre alle complessivamente 23 monarchie federate dell'impero c'erano anche tre città-Stato repubblicane, Amburgo, Brema e Lubecca, e l'Alsazia-Lorena, sotto il controllo diretto dell'Imperatore.
Il concetto di monarchia federale è stato oggetto di dibattiti politici in Italia e in Austria-Ungheria nel XIX secolo e in Jugoslavia nel XX secolo, senza mai sfociare in applicazioni reali. Ad esempio l'italia prima dell'Unità era composta da numerosi Stati di vario genere (regni, ducati, repubbliche, etc.). L'Austria invece era storicamente un singolo Stato nonostante il gran numero di gruppi etnici al suo interno suggerissero una monarchia federale, proposta avanzata da Francesco Ferdinando. La Iugoslavia era in una situazione simile all'Italia, essendo stata inoltre per lungo tempo territorio dell'Austria e dell'Impero ottomano.

### Nel presente
Negli ultimi anni il Regno di Spagna è stato spesso classificato come monarchia federale, nonostante non sia ufficialmente designato come tale. Il Regno del Belgio è uno Stato federale dal 1993. Il Canada e l'Australia sono entrambi monarchie federali e condividono lo stesso monarca. In entrambi i casi il sovrano è rappresentato a livello nazionale da un Governatore generale, mentre sussistono un luogotenente governatore per le province Canadesi oppure un governatore per gli Stati federati dell'Australia.
Attualmente il concetto di monarchia federale è più facilmente identificabile negli Emirati Arabi Uniti e in Malaysia. In entrambi i Paesi infatti il capo di Stato della federazione è scelto tra i capi (emiri e sultani rispettivamente) che governano gli Stati costituenti.

## Elenco di monarchie federali
| Nazione             | Nome ufficiale                     | Suddivisioni               | Capo di Stato         |
| ------------------- | ---------------------------------- | -------------------------- | --------------------- |
| Australia           | Commonwealth dell'Australia        | Stati e territori          | Re o Regina           |
| Belgio              | Regno del Belgio                   | Regioni e Comunità         | Re o Regina           |
| Canada              | Canada                             | Province e territori       | Re o Regina           |
| Malaysia            | Malesia                            | Stati e territori federali | Yang di-Pertuan Agong |
| Saint Kitts e Nevis | Federazione di Saint Kitts e Nevis | Parrocchie                 | Re o Regina           |
| Emirati Arabi Uniti | Emirati Arabi Uniti                | Emirati                    | Presidente            |